# Kansas (film)
Kansas (originaltitel: Kansas) är en amerikansk ungdomsfilm från 1988 i regi av David Stevens.